# Gereformeerde Jeugd
Gereformeerde Jeugd was de overkoepelende naam voor verschillende jongerenverenigingen die verbonden waren aan de Gereformeerde Kerken in Nederland.
In 1888 werd de Bond van Jongelingsvereenigingen op Gereformeerden Grondslag opgericht, een jongerenbeweging die verbonden was aan de Nederduits Gereformeerde Kerken (Dolerende). Dit kerkgenootschap fuseerde in 1892 met de Christelijke Gereformeerde Kerk, waardoor de Gereformeerde Kerken in Nederland ontstonden. Voorman van de Bond was lange tijd de theoloog J.E. Vonkenberg. Gereformeerde jongens werden in de jongelingsvereniging vertrouwd gemaakt met de gereformeerde en antirevolutionaire beginselen. Ook konden zij discussiëren over actuele kerkelijke en politieke kwesties.
Speciaal voor gereformeerde meisjes ontstond in 1918 de Bond van Meisjesvereenigingen op Gereformeerden Grondslag onder aanvoering van Henriëtte Kuyper (door de gereformeerde meisjes "Bondsmoeder" genoemd). Zij was de dochter van de predikant-staatsman Abraham Kuyper die in 1886 een grote rol had gespeeld bij de stichting van de Nederduits Gereformeerde Kerken (Dolerende) en in 1892 bij de totstandkoming van de Gereformeerde Kerken in Nederland. Gereformeerde meisjes werden in de meisjesvereniging voorbereid op hun toekomstige taak als (huis)vrouw in kerk, gezin en maatschappij.
In 1959 fuseerden de gereformeerde jongelings- en meisjesvereniging tot de Bond van Gereformeerde Jeugdverenigingen, die in 1969 vanuit Driebergen werd voortgezet als het Landelijk Centrum voor Gereformeerd Jeugdwerk.